# Aleksej Poltoranin
Aleksej Joerjevitsj Poltoranin (Leninogorsk, 29 april 1987) is een Kazachse langlaufer. Hij vertegenwoordigde zijn vaderland op de Olympische Winterspelen 2006 (Turijn), de Olympische Winterspelen 2010 (Vancouver), de Olympische Winterspelen 2014 (Sotsji) en de Olympische Winterspelen 2018 (Pyeongchang).

## Carrière
Poltoranin maakte zijn wereldbekerdebuut in november 2004 in Gällivare. Tijdens de Olympische Winterspelen van 2006 in Turijn eindigde de Kazach als 39e op de 15 kilometer klassieke stijl. In december 2006 scoorde hij in Cogne zijn eerste wereldbekerpunten. Op de wereldkampioenschappen langlaufen 2007 in Sapporo eindigde Poltoranin als zeventiende op de sprint en als 32e op de 30 kilometer achtervolging. Op de 4x10 km estafette eindigde hij samen met Nikolaj Tsjebotko, Andrej Golovko en Maksim Odnodvortsev op de zevende plaats. In december 2008 behaalde de Kazach in Davos zijn eerste toptienklassering. In Liberec nam hij deel aan de wereldkampioenschappen langlaufen 2009. Op dit toernooi eindigde hij als zestiende op de 15 kilometer klassieke stijl, als 45e op de sprint en als 49e op de 30 kilometer achtervolging. Samen met Nikolaj Tsjebotko eindigde hij als zevende op het onderdeel teamsprint, op de 4x10 kilometer estafette eindigde hij samen met Nikolaj Tsjebotko, Sergej Tsjerepanov en Jevgeni Velitsjko op de tiende plaats. Tijdens de Olympische Winterspelen van 2010 in Vancouver eindigde Poltoranin als vijfde op de sprint, als veertiende op de 15 kilometer vrije stijl en als 27e op de 50 kilometer klassieke stijl. Samen met Nikolaj Tsjebotko eindigde hij als vijfde op het onderdeel teamsprint, op de 4x10 kilometer estafette eindigde hij samen met Sergej Tsjerepanov, Jevgeni Velitsjko en Nikolaj Tsjebotko op de elfde plaats.
In december 2010 boekte Poltoranin in Davos zijn eerste wereldbekerzege. Op de wereldkampioenschappen langlaufen 2011 in Oslo eindigde hij als 31e op de 15 kilometer klassieke stijl. Samen met Denis Volotka eindigde hij als zesde op het onderdeel teamsprint, op de 4x10 kilometer estafette eindigde hij samen met Sergej Tsjerepanov, Gennadi Matvijenko en Jevgeni Velitsjko op de dertiende plaats. In Val di Fiemme nam de Kazach deel aan de wereldkampioenschappen langlaufen 2013. Op dit toernooi veroverde hij de bronzen medaille op de 50 kilometer klassieke stijl, daarnaast eindigde hij als elfde op de sprint. Samen met Nikolaj Tsjebotko sleepte hij de bronzen medaille in de wacht op het onderdeel teamsprint, op de 4x10 kilometer estafette eindigde hij samen met Sergej Tsjerepanov, Nikolaj Tsjebotko en Jevgeni Velitsjko op de dertiende plaats. Tijdens de Olympische Winterspelen van 2014 in Sotsji eindigde Poltoranin als negende op de 15 kilometer klassieke stijl en als zestiende op de 30 kilometer skiatlon. Samen met Nikolaj Tsjebotko eindigde hij als achtste op het onderdeel teamsprint.
Op de wereldkampioenschappen langlaufen 2015 in Falun eindigde hij als zevende op de 50 kilometer klassieke stijl, als 21e op de 30 kilometer skiatlon en als 35e op de sprint. Op de 4x10 kilometer estafette eindigde hij samen met Jevgeni Velitsjko, Nikolaj Tsjebotko en Rinat Moechin op dertiende plaats. In Lahti nam de Kazach deel aan de wereldkampioenschappen langlaufen 2017. Op dit toernooi eindigde hij als zevende op de 15 kilometer klassieke stijl. Samen met Denis Volotka, Olzjas Klimin en Jevgeni Velitsjko eindigde hij als negende op de 4x10 kilometer estafette, op het onderdeel teamsprint eindigde hij samen met Ivan Ljoeft op de zeventiende plaats. Tijdens de Olympische Winterspelen van 2018 in Pyeongchang eindigde Poltoranin als vijftiende op de 50 kilometer klassieke stijl en als zeventiende op de sprint. Samen met Jevgeni Velitsjko, Ivan Poechkalo en Denis Volotka eindigde hij als achtste op de 4x10 kilometer estafette, op het onderdeel teamsprint eindigde hij samen met Denis Volotka op de vijftiende plaats.
Op de wereldkampioenschappen langlaufen 2019 in Seefeld eindigde hij als elfde op de 30 kilometer skiatlon. Voor de start van de 15 kilometer klassieke stijl werd hij samen met vier andere langlaufers opgepakt voor betrokkenheid bij Operatie Aderlass.

## Resultaten

### Olympische Winterspelen
| Jaar | Plaats      | Resultaten |
| ---- | ----------- | --- |
| 2006 | Turijn      | 39e 15 km klassieke stijl |
| 2010 | Vancouver   | 5e Sprint (klassieke stijl) 14e 15 km vrije stijl 27e 50 km klassieke stijl 5e Teamsprint (vrije stijl) 11e 4x10 km estafette |
| 2014 | Sotsji      | 9e 15 km klassieke stijl 16e 30 km skiatlon 8e Teamsprint (klassieke stijl)                                                   |
| 2018 | Pyeongchang | 17e Sprint (klassieke stijl) 15e 50 km klassieke stijl 15e Teamsprint (vrije stijl) 8e 4x10 km estafette                      |

### Wereldkampioenschappen
| Jaar | Plaats        | Resultaten |
| ---- | ------------- | --- |
| 2007 | Sapporo       | 17e Sprint (klassieke stijl) 32e 30 km achtervolging 7e 4x10 km estafette                                                        |
| 2009 | Liberec       | 45e Sprint (vrije stijl) 16e 15 km klassieke stijl 49e 30 km achtervolging 7e Teamsprint (klassieke stijl) 10e 4x10 km estafette |
| 2011 | Oslo          | 31e 15 km klassieke stijl 6e Teamsprint (klassieke stijl) 13e 4x10 km estafette                                                  |
| 2013 | Val di Fiemme | 11e Sprint (klassieke stijl) · 50 km klassieke stijl · Teamsprint (vrije stijl) · 13e 4x10 km estafette                          |
| 2015 | Falun         | 35e Sprint (klassieke stijl) 21e 30 km skiatlon 7e 50 km klassieke stijl 13e 4x10 km estafette                                   |
| 2017 | Lahti         | 7e 15 km klassieke stijl 17e Teamsprint (klassieke stijl) 9e 4x10 km estafette                                                   |
| 2019 | Seefeld       | 11e 30 km skiatlon |

### Wereldbeker
Eindklasseringen
| Seizoen   | Algm | DI  | SP   | TdS |
| --------- | ---- | --- | ---- | --- |
| 2006/2007 | 150e | 99e | -    | -   |
| 2007/2008 | 107e | 63e | -    | 45e |
| 2008/2009 | 82e  | 52e | 109e | -   |
| 2009/2010 | 69e  | 54e | 57e  | -   |
| 2010/2011 | 34e  | 31e | 34e  | -   |
| 2011/2012 | 26e  | 22e | 42e  | -   |
| 2012/2013 | 4e   | 4e  | 6e   | 11e |
| 2013/2014 | 12e  | 6e  | 18e  | DNF |
| 2014/2015 | 8e   | 7e  | 70e  | 7e  |
| 2015/2016 | 11e  | 16e | 33e  | 5e  |
| 2016/2017 | 72e  | 49e | 74e  | -   |
| 2017/2018 | 7e   | 6e  | 63e  | 4e  |
| 2018/2019 | 53e  | 31e | -    | DNF |

Wereldbekerzeges
| Datum            | Plaats        | Onderdeel                                |
| ---------------- | ------------- | ---------------------------------------- |
| 11 december 2010 | Davos         | 15 km klassieke stijl                    |
| 27 november 2011 | Kuusamo       | 15 km klassieke stijl (handicapstart) NO |
| 4 januari 2013   | Toblach       | 5 km klassieke stijl TdS                 |
| 5 januari 2013   | Val di Fiemme | 15 km klassieke stijl (massastart) TdS   |
| 19 januari 2013  | La Clusaz     | 15 km klassieke stijl (massastart)       |
| 16 februari 2013 | Davos         | Sprint (klassieke stijl)                 |
| 1 januari 2014   | Lenzerheide   | 15 km klassieke stijl (massastart) TdS   |
| 7 januari 2015   | Toblach       | 10 km klassieke stijl TdS                |
| 6 januari 2016   | Oberstdorf    | 15 km klassieke stijl (massastart) TdS   |
| 6 januari 2018   | Val di Fiemme | 15 km klassieke stijl (massastart) TdS   |
| 21 januari 2018  | Planica       | 15 km klassieke stijl                    |
| 4 maart 2018     | Lahti         | 15 km klassieke stijl                    |

* NO = Etappezege in de Nordic Opening.

* TdS = Etappezege in de Tour de Ski.